# Сніговик (книга)
«Сніговик» (англ. The Snowman) — безмовна дитяча книжка-картинка британського письменника Реймонда Бріггса, вперше опублікована 1978 року у Великій Британії Гемішем Гамільтоном, а в листопаді того ж року — Random House у Сполучених Штатах. Книга отримала низку нагород та 1982 року була адаптована до анімаційного телевізійного фільму, який щорічно демонструється на Різдвяні свята.
Книга повністю позбавлена слів, ілюстрована лише кольоровими олівцями. Бріггс сказав, що це було частково натхненне його попередньою книгою «Фанґус Бугімен»: «Протягом двох років я працював над „Грибком“, похованим серед бруду, слизу та слів, тому… я хотів зробити щось чисте, приємне, свіже, безмовне та швидке».

## Сюжет
Одного сніжного зимового дня хлопчик ліпить сніговика, який опівночі оживає. Вони з хлопчиком бавляться з технікою, іграшками та іншими дрібничками в будинку, намагаючись не шуміти, щоб не розбудити батьків. Після того, як вони пограються з фарами на сімейному автомобілі, він готує вечерю, яку вони їдять при свічках. Сніговик виводить хлопчика на вулицю, і вони починають літати над Саут-Даунсом і спостерігати за сходом сонця з пірсу Брайтона, перш ніж повернутися додому. Вранці хлопчик прокидається і вибігає на вулицю, щоб побачити, що сніговик розтанув.

## Теми
В інтерв'ю 2012 року для Radio Times Бріггс зазначив: «Я створюю те, що здається природним і неминучим. Сніговик тане, мої батьки померли, тварини вмирають, квіти вмирають. Все вмирає. У цьому немає нічого особливо похмурого. Це факт життя». Він заперечив думку про те, що книга є різдвяною, зазначивши, що цей елемент уводить лише анімаційна адаптація.

## Нагороди
У Великій Британії книга посіла друге місце в номінації на медаль Кейт Грінвей від Бібліотечної асоціації, яка визнає найкращу ілюстрацію до дитячої книги британського письменника за рік. У Сполучених Штатах він був включений до списку нагороди Льюїса Керролла Шелфа в 1979 році.

## Адаптації
1982 року книга була адаптована в півгодинний анімаційний телевізійний фільм, який 26 грудня дебютував на Channel 4 у Великій Британії. Мультфільм «Сніговик» був номінований на премію «Оскар» за найкращий анімаційний короткометражний фільм і став щорічною святковою подією, що надихає на численні побічні дії, включаючи концертну роботу, сценічну постановку відеогру та анімаційне продовження.
2023 року Королівський монетний двір випустив монети «Сніговик» на Різдво з монетою в 50 пенсів. Це була перша різдвяна монета із зображенням короля Карла III на аверсі.

## Уточнення
1. ↑  
Сьогодні до шорт-листа Грінвея зазвичай потрапляють вісім книжок. За даними CCSU, деякі номінанти на медаль Грінвей до 2002 року були відзначені нагородою «Похвально» (з 1959 року) або «Висока оцінка» (з 1974 року). За двадцять дев'ять років з 1974 по 2002 рік було тридцять один номінант на «Високу оцінку», в тому числі один Бріґґс у 1978 році.